# المكتب الدولي للتربية

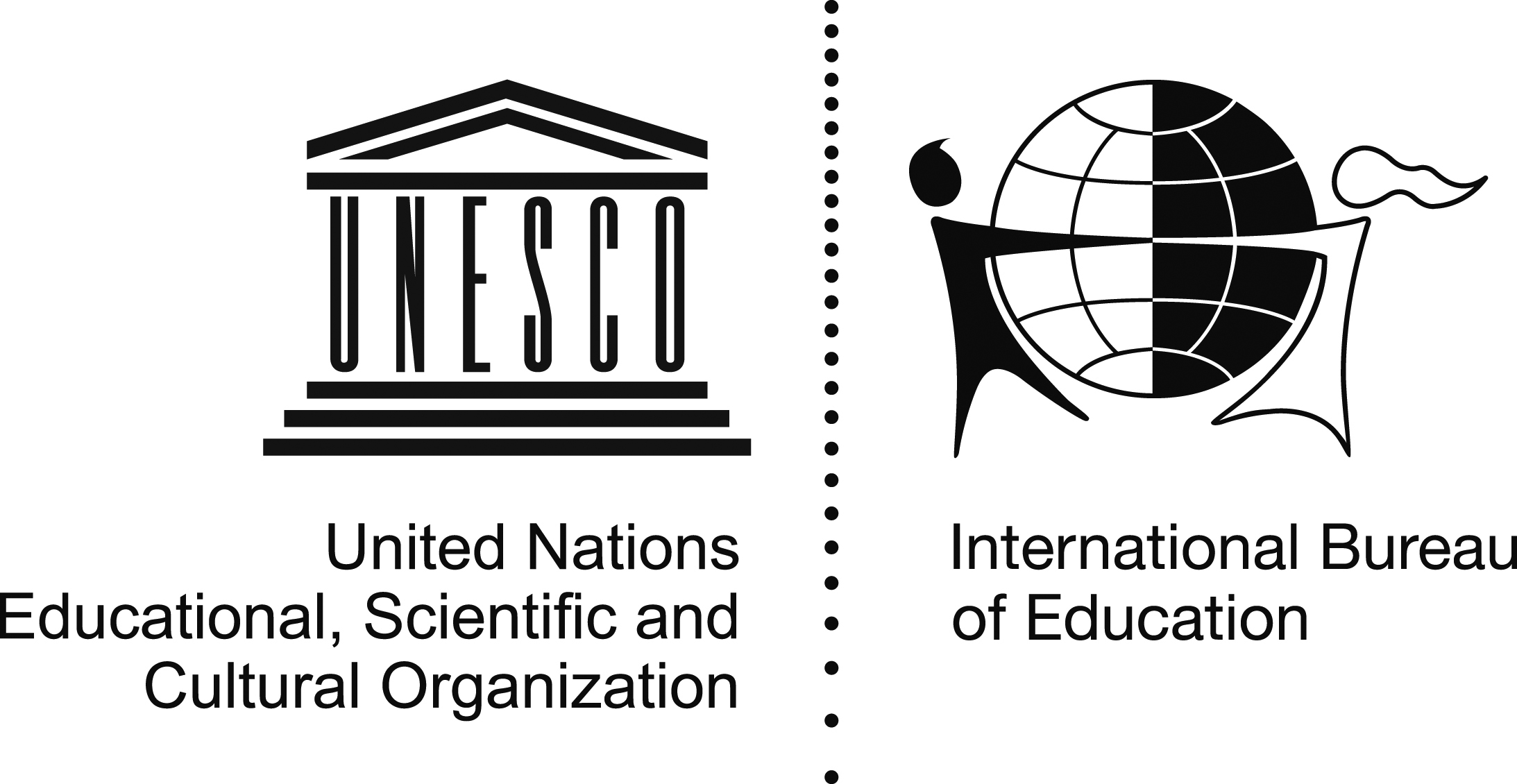
شعار المكتب الدولي للتربية

المكتب الدولي للتربية (IBE) هو مركز اليونسكو متخصصة في التعليم، الذي يهدف إلى تسهيل تقديم تعليم عالي الجودة في جميع أنحاء العالم.

## التاريخ
والجدير بالذكر أن مكتب التربية الدولي لمنظمة خاصة تم إنشاؤها في عام 1925 من قبل بعض الفاعليات في جنيف. في عام 1929 أصبح ومنظمة حكومية دولية، أول منظمة من نوعها في مجال التعليم. وفقا لذلك، في عام 1926، تم تعيين معروف يبيستيمولوغيست جان بياجيه مدير المنظمة. بقيت على بياجيه مديرا حتى عام 1969، في الوقت الذي تم دمج مكتب التربية الدولي لليونسكو في.